# Mangarinus waterousi
Mangarinus waterousi és una espècie de peix de la família dels gòbids i de l'ordre dels perciformes.

## Morfologia
- Els mascles poden assolir 4,8 cm de longitud total.[1][2]

## Depredadors
Al Japó és depredat per Eleotris acanthopoma.

## Hàbitat
És un peix de clima tropical i demersal.

## Distribució geogràfica
Es troba al Japó, les Filipines, Indonèsia, Palau i la Micronèsia.

## Observacions
És inofensiu per als humans.